# Toffia
Toffia é uma comuna italiana da região do Lácio, província de Rieti, com cerca de 886 habitantes. Estende-se por uma área de 11 km², tendo uma densidade populacional de 81 hab/km². Faz fronteira com Castelnuovo di Farfa, Fara in Sabina, Nerola (RM), Poggio Nativo.

## Demografia
| Variação demográfica do município entre 1861 e 2011                               |
|                                                                                   |
| Fonte: Istituto Nazionale di Statistica (ISTAT) - Elaboração gráfica da Wikipedia |